# Gomolava

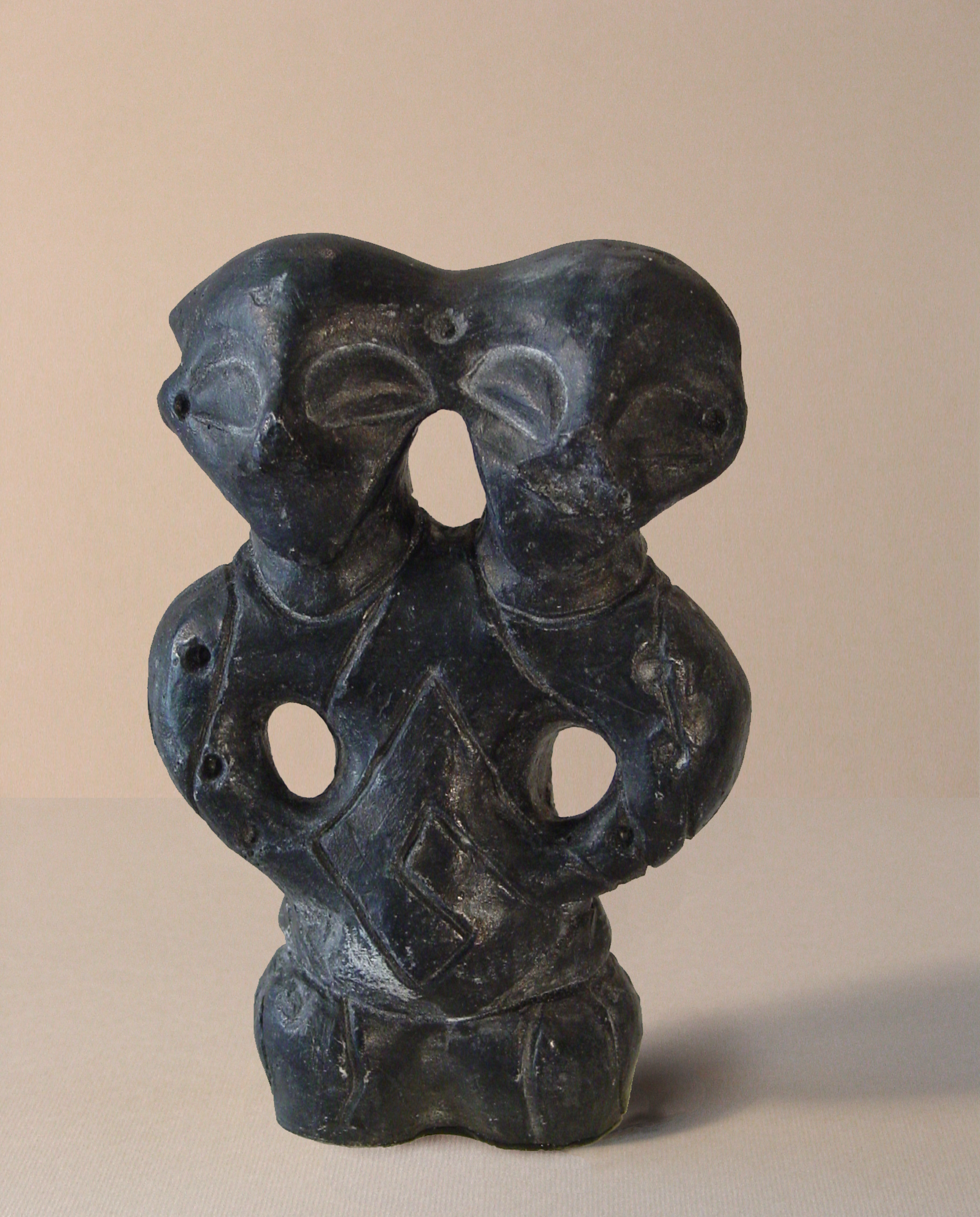
Gomolava statuet

Gomolava ist eine archäologische Ausgrabungsstätte bei der serbischen Ortschaft Hrtkovci am linken Saveufer südlich der Gemeinde Ruma, Syrmien, Provinz Vojvodina.  
Die stratifizierbaren Schichten des Tells sind vom mittleren Neolithikum bis ins Mittelalter verfolgbar. Bedeutend sind Reste einer kupfer- und bronzezeitlichen Siedlung, die der Badener Kultur, der etwas jüngeren Kostolac- und der Vučedol-Kultur zugeordnet werden. Eine römische Nekropole und mittelalterliche Gräber zeugen von einer langen Siedlungskontinuität an der Lokalität.

## Belege
1. ↑  Vinca sceletons studied in situ at Gomolava, Yugoslavija
2. ↑  Споменици културе у Србији - Гомолава

Koordinaten: 44° 53′ 22,2″ N, 19° 45′ 4,6″ O